# Lepidopa haigae
Lepidopa haigae är en kräftdjursart som beskrevs av Efford 1971. Lepidopa haigae ingår i släktet Lepidopa och familjen Albuneidae. Inga underarter finns listade i Catalogue of Life.